# Suheir Abu Oksa Daoud
Suheir Abu Oksa Daoud (in arabo  سهير أبو أقصى داود‎?) (Mi’ilya, 1968) è una scrittrice e giornalista palestinese.

## Biografia
Dottorata in Scienze politiche all'Università Ebraica di Gerusalemme. Dal 1996 al 2003 ha lavorato presso il Parlamento israeliano, la Knesset, come Political Advisor. Ricopre l'incarico di Assistant professor di Scienze politiche presso il Department of Politics and Geography della Coastal University, in Sud Carolina. È stata editorialista politica per il giornale “al-Sinnara” a Nazareth (1995-1998) e collabora con “al-Ittihad” (Haifa) dal 1998 e con “al-Quds al-‘Arabi” (Londra) dal 2000. Tra le sue pubblicazioni, Le arance dell'orizzonte nero (Ramallah 1997), I dieci peccati (Gerusalemme 1999), Finestre di Ghazalah (Beirut 2002, traduzione italiana Napoli 2011).

## Opere

### Traduzioni
- Le finestre di Ghazalah, traduzione dall'arabo di Isadora D'Aimmo, Città del Sole edizioni, Napoli, 2011,  pp. 60 pp, ISBN 978-88-8292-421-8.
- Qui finisce la terra. Antologia di scrittori palestinesi in Israele, traduzione dall'arabo di Isadora D'Aimmo, collana Altriarabi (n. 9), il Sirente, Fagnano Alto, 2012,  pp. 116 pp, ISBN 978-88-87847-39-0.